# Мішель Дегі
Міше́ль Дегі́ (фр. Michel Deguy, 25 травня, 1930, Париж — 16 лютого 2022) — французький поет, есеїст, перекладач, літературний організатор.

## Біографія
З 1962—1987 член редакційної ради найбільшого паризького видання «Галлімар», 1977 починає видавати журнал «Поезія» (1997 року отримує премію Дідро), голова Міжнародного філософського коледжу (1989—1992), голова Будинку письменників (1992—1998), член академії Малларме, почесний голова Університету Париж VIII (Сен-Дені).

### Творчість і визнання
Окрім книг напруженої, інтелектуальної лірики «Бійниці» (1959), «Вірші з півострова» (1961), «Жолоби» (1964), збірок віршів і прози «Образи» (1969), «Дар у відповідь» (1981), йому належать розгорнуті теоретичні есе «Світ Томаса Манна» (1962), «Гробниця Дю Белле» (1973), «Шлюбна машина, або Марево» (1982), «Поезія не самотня: Короткий курс поетики» (1988), «Енергія відчаю, або про продовження поетики кохання будь-якими засобами» (1998), «Поетичний розум» (2000).
Дегі — перекладач Сапфо, Данте, Гонгори, Гьольдерлина, Гайдеггера, Целана, Вадіма Козового (у співавторстві з Жаком Дюпеном), сучасних американських поетів (випустив у співавторстві з Жаком Рубо антологію «21 американський поет», 1980). Укладач філософських збірок «Рене Жірар і проблема зла» (1982), «На тему „Шоа“» (1990, про документальний фільм Клода Ланцмана).
Нагороджений Великою національною поетичною премією (1989), Великою премією спільноти французьких письменників(2000), Великою поетичною премією Французької Академії (2004).
Його вірші перекладені англійською, німецькою, італійською, іспанською, португальською, польською, угорською, японською та іншими мовами світу.

## Твори
- Les Meurtrières (1959)
- Fragments du cadastre (1960)
- Poèmes de la presqu'île (1962)
- Le Monde de Thomas Mann (1962)
- Biefs (1964)
- Actes (1965)
- Ouï dire (1965)
- Figurations (1969)
- Tombeau de du Bellay (1973)
- Reliefs (1975)
- Jumelages suivi de Made in USA (1978)
- Donnant donnant (1981)
- La Machine matrimoniale ou Marivaux (1982)
- Gisants (1985)
- Brevets (1986)
- Choses de la poésie et affaire culturelle (1987)
- La poésie n'est pas seule (1987)
- Le Comité (1988)
- Arrêts fréquents (1990)
- Axiomatique Rosace (1991)
- Aux Heures d'affluence (1993)
- À ce qui n'en finit pas (1995)
- L’énergie du désespoir (1998)
- La Raison poétique (2000)
- L'Impair (2001)
- Spleen de Paris (2001)
- Poèmes en pensée (2002)
- Un homme de peu de foi (2003)
- Sans retour (2004)
- Au jugé (2004)
- Travaux avant réouverture (2006)
- Le sens de la visite (2006)
- Desolatio (2007)
- Réouverture après travaux (2007)

### Збірні видання
- Poèmes 1960—1970. Paris: Gallimard, 1973.
- Poèmes II 1970—1980. Paris: Gallimard, 1986.
- Gisants / Poèmes III, 1980—1995. Paris: Gallimard, 1998.
- Donnant Donnant, poèmes 1960—1980. Paris: Gallimard, 2006.